# August Nilsson
August Nilsson (15. oktober 1872 i Enköping – 23. maj 1921 i Stockholm) var en svensk atlet og tovtrækker. Under OL i 1900 var August Nilsson en del af det dansk/svenske tovtrækkerhold, som vandt en guldmedalje efter at have besejret Frankrig. Han deltog også i stangspring, kuglestød.